# 17853 Ronaldsayer
17853 Ronaldsayer (1998 JK3) là một tiểu hành tinh vành đai chính.